# Kindergarten Cop 2
Kindergarten Cop 2 (prt: Um Polícia no Jardim-Escola 2; bra: Um Tira no Jardim de Infância 2) é um filme de comédia estadunidense de 2016 estrelado por Dolph Lundgren, Tobey Maguire (substituindo Matthew Lillard, que interpretou o detetive David Harris no primeiro filme) e dirigido por Don Michael Paul. É a sequência do filme de comédia de 1990, Kindergarten Cop, estrelado por Arnold Schwarzenegger. A filmagem principal em Langley e Vancouver, Colúmbia Britânica, Canadá levou 102 dias, de 27 de julho a 6 de novembro de 2015. O filme foi lançado diretamente em DVD nos Estados Unidos em 17 de maio de 2016.

## Sinopse
Um agente federal deve disfarçar-se como professor de jardim de infância para recuperar um pen drive perdido do Programa Federal de Proteção a Testemunhas. Ajudando-o em sua missão está o Agente Sanders, seu parceiro, e o Detetive David Harris, seu novo companheiro, que sai da aposentadoria.

## Elenco
- Dolph Lundgren como Agente do FBI Zack Reed
- Fiona Vroom como Michelle
- Aleks Paunovic como Zogu
- Andre Tricoteux como Valmir
- Bill Bellamy como Agente do FBI Sanders
- Sarah Strange como Miss Sinclaire
- Darla Taylor como Olivia
- Raphael Alejandro como Vaqueiro
- Enid-Raye Adams como Mãe de Jett
- Jody Thompson como Hot Mom
- Rebecca Olson como Katja
- Dean Petriw como Jett
- Jenny Sandersson como Hot Mom
- Carolyn Adair como Felicity
- Nicholas Carella como Bernie the Hot Single Dad
- Michael P. Northey como Hal Pasquale
- Josiah Black como Jason Flaherty
- James Ralph como Líder do SWAT
- Abbie Magnuson como Molly
- Tyreah Herbert como Hannah
- Blake Stadel como Sr. Edwards (Pai de Molly)
- Oscar Hartley como Simon
- Valencia Budjanto como Patience
- William Budjanto como Tripp
- Chris Violette como Country Bar Bartender (não creditado)
- Tawny West como Line Dancer (não creditado)

## Produção
Em 1 de junho de 2015, foi relatado que o diretor de The Garden e Half Past Dead, Don Michael Paul, dirigirá o filme, e Arnold Schwarzenegger não repetirá seu papel como o detetive John Kimble. Schwarzenegger anunciou que seu personagem, o detetive John Kimble, agora está oficialmente aposentado do cargo de professor de jardim de infância e policial. Schwarzenegger foi substituído por Dolph Lundgren como um novo personagem, o Agente do FBI Zack Reed. Em 21 de dezembro de 2015, o 25º aniversário do lançamento do filme original, as primeiras fotos oficiais do Kindergarten Cop 2 foram divulgadas via About.